# Лукьяново (Наро-Фоминский район)
Лукьяново — деревня в Наро-Фоминском районе Московской области, входит в состав сельского поселения Веселёвское. Население — 6 чел. (2010), в деревне числится 1 садовое товарищество. До 2006 года Лукьяново входило в состав Веселёвского сельского округа.
Деревня расположена в юго-западной части района, недалеко от границы с Калужской областью, на правом берегу реки Руть (приток Протвы), примерно в 14 км к югу от города Верея, высота центра над уровнем моря 176 м. Ближайшие населённые пункты — Петровское в 0,8 км на север и Подольное в 1,5 км на юго-запад.

## Население
| 2002 | 2006 | 2010 |
| ---- | ---- | ---- |
| 6    | ↘3   | ↗6   |